# 825
| [ Edytuj tabelę ]          |                                              |
| Król Anglii                | - 825 Egbert 839                             |
| Hrabia Aragonii            | - 809 Aznar I 839                            |
| Król Asturii               | - 791 Alfons II 842                          |
| Hrabia Barcelony           | - 820 Rampó 826                              |
| Cesarz Bizancjum           | - 820 Michał II Amoryjczyk 829               |
| Chan Bułgarii              | - 814 Omurtag 831                            |
| Cesarz Chin                | - 824 Tang Jingzong 826                      |
| Król Franków wschodnich    | - 814 Ludwik I Pobożny 840                   |
| Cesarz Japonii             | - 823 Junna 833                              |
| Władca Jutlandii           | - 812 Harald Klak 827                        |
| Kalif                      | - 813 Al-Mamun 833                           |
| Król Khmerów               | - 802 Dżajawarman II 850                     |
| Patriarcha Konstantynopola | - 821 Antoni I Kassimates 836                |
| Król Mercji                | - 823 Beornwulf 825 - 825 Ludeca 827         |
| Król Nawarry               | - 824 Inigo Arista 851                       |
| Król Nortumbrii            | - 808 Eanred 840                             |
| Książę Obodrzyców          | - 819 Czedróg 826                            |
| Papież                     | - 824 Eugeniusz II 827                       |
| Cesarz rzymski             | - 814 Ludwik I Pobożny 840 - 817 Lotar I 855 |
| Doża Wenecji               | - 809 Angelo Partecipazio 827                |
| Książę wielkomorawski      | - 820 Mojmir I 846                           |

Rok 825 / DCCCXXV
stulecia: VIII wiek ~
IX wiek ~
X wiek

lata: 815 «
820 «
821 «
822 «
823 «
824 «
825
» 826
» 827
» 828
» 829
» 830
» 835

## Wydarzenia
- Europa
  - Bitwa pod Ellandun pomiędzy królem Wesseksu Egbertem a królem Mercji Beornwulfem.

## Urodzili się
- Święty Metody, brat św. Cyryla (data sporna lub przybliżona)
- Lotar II, od imienia którego pochodzi nazwa Lotaryngii